# Estação Showa (Antártida)

A Estação Showa (昭和基地 Shōwa Kichi), às vezes também escrita Syowa, é uma estação de pesquisa japonesa localizada na Ilha Ongul do Leste na Antártida. A estação foi construída em 1957. O seu nome é devido à era no calendário japonês durante o qual foi estabelecida, o período Showa.